# 獐子坝河
獐子坝河，位于中国云南省东部，是西江南盘江段右岸支流。上游名“干河”，发源于马龙县旧县镇烂泥冲，西南流入宜良县后又称“明月河”，至宜良耿家营彝族苗族乡獐子坝村入南盘江。全长72.2公里，落差630米，流域面积586平方公里。上游有马龙万亩草场景区。最大支流为右岸的马蹄河。